# Kaple svaté Anny (Divice)
Kaple svaté Anny v Divicích je drobnější sakrální stavba stojící na návsi vesnice Divice, části obce Vinařice. Od 14. června 1995 je kaple chráněna jako kulturní památka České republiky.

## Popis
Kaple byla postavena v roce 1893. Je obdélníková. Má poloválcový závěr a rovný strop. Před kaplí se nachází kříž, který stojí na hranolovém dříku s nikou. V nice je reliéf sv. Jana Nepomuckého, který pochází z 19. století. Nahoře nad reliéfem je litý křížek.